# Bernard Gordon Lennox
Bernard Charles Gordon Lennox CB MBE (* 19. September 1932 in London; † 27. Dezember 2017 in Eversley, Hampshire, England) war ein
britischer Offizier und Generalmajor des Heeres. Von 1983 bis 1985 war er der 19. Kommandant des Britischen Sektors von Berlin und somit einer der alliierten Stadtkommandanten.

## Beginn der Militärkarriere
Bernard Gordon Lennox war ein Urenkel von Charles Gordon-Lennox, 7. Duke of Richmond. Als Absolvent des Eton College in Windsor (Berkshire) ging er im Anschluss auf die Militärakademie Sandhurst. 1953 trat er formal den Grenadier Guards bei, in dem bereits nahezu sämtliche Vorfahren dienten.
1968 wurde er als Member des Order of the British Empire ausgezeichnet.
Als Kommandierender Offizier befehligte er ab 1974 das 1. Bataillon der Grenadier Guards und wechselte zwei Jahre später als Generalstabsoffizier an das Royal Air Force Staff College, ehe er 1978 Kommandeur der 20. Panzerdivision wurde.
1981 übernahm Gordon Lennox den Posten des Stabschefs des South East Districts.

## Stadtkommandant in Berlin
Als Nachfolger von David Mostyn übernahm er im Oktober 1983, inzwischen zum Generalmajor befördert, den Posten des Kommandanten des Britischen Sektors von Berlin und war neben den US-Amerikanern James Boatner und John Mitchel (ab Juni 1984) sowie den Franzosen Jean Liron, Oliver des Gabory (ab 1984) und Paul Cavarrot (ab 1985) einer der drei westlichen Stadtkommandanten, die die Alliierte Kommandantur und somit die höchste Instanz von West-Berlin bildeten. Zu diesem Zeitpunkt hatte sich die Sowjetunion bereits aus dem Gremium zurückgezogen.
Als Stadtkommandant übernahm er einen der wichtigsten und herausragendsten Posten, den das britische Militär außerhalb Großbritanniens zu vergeben hatte. Als solcher war er zum einen militärischer, aber vor allem „politischer Führer“ seines Landes und übte eine Art Vertretereigenschaft für Königin Elisabeth II. aus, da Berlin formal nicht zum Geltungsbereich der Bundesrepublik Deutschland gehörte und Großbritanniens in Bonn residierender Botschafter unzuständig war.
Wie seine Vorgänger konzentrierte sich Gordon Lennox als Stadtkommandant überwiegend auf die politische und diplomatische Vertretung seines Landes und seine Aufgaben als Mitglied der Alliierten Kommandantur, während der jeweilige Brigadekommandeur die rein militärische Führung der Britischen Streitkräfte in der Vier-Sektoren-Stadt übernahm.
Mit dem Wechsel nach Berlin bezog Gordon Lennox mit seiner Familie die im Berliner Ortsteil Gatow befindliche Villa Lemm. Auf dem Anwesen, das durch die Angehörigen der 248 German Security Unit, einer deutschen Kompanie und Wachpolizeieinheit der britischen Militärpolizei (RMP), bewacht wurde, residierten auch die Mitglieder des britischen Königshauses während ihrer Berlin-Aufenthalte. Der Funktion des Gastgebers gegenüber der Königsfamilie kam ein britischer Stadtkommandant mindestens einmal pro Jahr nach, wenn die Abnahme der Königlichen Geburtstagsparade („Queens Birthday Parade“) auf dem Berliner Maifeld am Olympiastadion anstand.
In seiner Funktion als britischer Stadtkommandant übernahm er auch das Ehrenamt des Präsidenten der Berlin-Branch der Royal British Legion.
Im Dezember 1985 endete seine Amtszeit in Berlin. Sein Nachfolger im Amt wurde Patrick Brooking.

## Letzte Kommandos
Seine letzte Verwendung als aktiver Offizier war ab 1986 die Leitung des Royal College of Defence Studies, der Hochschule der Streitkräfte des Vereinigten Königreichs. Für seine Verdienste wurde er im selben Jahr als Companion des Order of the Bath ausgezeichnet. Ein Jahr später, 1987, trat Gordon Lennox schließlich in den Ruhestand.
Einer Tradition ehemaliger Offiziere im Generalsrang folgend, übernahm Gordon Lennox von 1989 bis 1995 die Position des Colonel of the Regiment der Grenadier Guards.

## Privates
Bernard Gordon Lennox wurde als ältester Sohn von Generalleutnant Sir George Gordon-Lennox und dessen Frau Nacy Brenda Darell geboren. Er entstammt dem Clan Gordon, dessen geschichtliche Wurzeln bis in das 13. Jahrhundert zurückreichen und der bereits viele Politiker und Offiziere hervorgebracht hat.
Bei Lord Bernard Gordon-Lennox (1878–1914), einem Major der englischen Armee, handelte es sich um den Großvater von Bernard Gordon Lennox. Sein Onkel war Konteradmiral Sir Alexander Gordon-Lennox.
Bernard Gordon Lennox war seit dem 20. November 1958 mit seiner Frau Sally-Rose verheiratet. Aus der Ehe gingen die Söhne Edward (* 1961), Angus (* 1964) und Charles (* 1970) hervor. Er war zudem achtfacher Großvater.
Nach Beendigung seiner aktiven Laufbahn war er der erste seiner Familie, der den Bindestrich zwischen seinen beiden Nachnamen ablegte und fortan nicht mehr führte.
Bernard Gordon Lennox litt in seinen letzten Lebensjahren an Alzheimer und starb im Dezember 2017 im Alter von 85 Jahren in seinem Anwesen Hill House in Eversley im Hart District in Hampshire. Er wurde am 23. März 2018 mit einer großen Trauerfeier in London geehrt.
Nur wenige Monate später, am 5. September 2018, starb seine Witwe Sally-Rose völlig überraschend während einer Angeltour auf dem Spey mit 81 Jahren im Kreise ihrer Familie.